# Отто Леодольтер
Отто Леодольтер  (нім. Otto Leodolter, 18 березня 1936 — 16 грудня 2020) — австрійський стрибун з трампліна, олімпійський медаліст.

## Виступи на Олімпіадах
| Олімпіада              | Дисципліна             | Місце |
| ---------------------- | ---------------------- | ----- |
| Кортіна д'Ампеццо 1956 | інд., норм. трамплін   | 30T   |
| Скво-Веллі 1960        | інд., норм. трамплін   | 3     |
| Інсбрук 1964           | інд., норм. трамплін   | 28T   |
| Інсбрук 1964           | інд., великий трамплін | 17    |

## Зовнішні посилання
- Досьє на sport.references.com [Архівовано 16 грудня 2012 у Wayback Machine.]

1. ↑  http://www.bestattung-eichberger.at/trauerfaelle/otto-franz-leodolter/